# Silverado
Pour plus de détails, voir Fiche technique et Distribution.
Silverado est un western américain réalisé par Lawrence Kasdan et sorti en 1985.

## Synopsis
En 1880, dans l'Ouest américain. Emmet est brutalement tiré de son sommeil par des coups de feu tirés à travers la cloison de la cabane où il passe la nuit. Le réflexe prompt, il abat ses adversaires un à un et reprend ensuite sa route vers Silverado. Il va rendre visite à sa sœur avant de partir s'installer en Californie.
Dans le désert, il vient en aide à un homme, Paden, que des bandits ont dévalisé. Chemin faisant, les deux cavaliers arrivent dans une bourgade où Jake, le jeune frère d'Emmet, est détenu pour meurtre. Il doit être pendu le lendemain matin. Ils prennent la défense de Malachi « Mal » Johnson, un noir agressé en raison de sa couleur de peau. Paden est emprisonné à son tour après avoir tiré sur un des hommes qui l'avaient dévalisé et laissé pour mort dans le désert. Le lendemain, Jake et Paden s'évadent de prison, puis quittent la ville avec les chevaux apportés par Emmet. Poursuivis par le sherif et ses adjoints, leur fuite est couverte par Mal qui, en embuscade, tire avec son fusil jusqu'à ce que le groupe fasse demi-tour.
Les quatre hommes reprennent leur route vers Silverado. En chemin, ils rencontrent un convoi de chariots de fermiers à l'arrêt : les deux convoyeurs engagés pour assurer la sécurité se sont enfuis en volant le coffre contenant l'argent du convoi. Une équipée est montée et grâce à un stratagème, le coffre est récupéré malgré la supériorité en nombre des bandits. Les quatre hommes escortent le convoi jusqu'à Silverado.
Arrivés à destination, Mal, venu de Chicago, bifurque peu avant la ville vers la ferme de ses parents. Jake et Emmet se rendent chez leur sœur mariée qui a un enfant. Paden se rend au saloon, et sympathise avec Stella qui gère l'établissement. Il est engagé par Cobb, propriétaire du saloon et shérif de la ville, pour s'occuper des jeux d'argent disponibles dans le saloon. Paden et Cobb sont d'anciens compagnons de route, ils faisaient partie de la même bande de brigands.
Mal Johnson retrouve son père, mais la ferme familiale est détruite. Le responsable est Ethan McKendrick, un riche propriétaire terrien de Silverado, qui ne reconnait pas les titres de propriété des parcelles que les fermiers ont achetées au gouvernement. Avec ses hommes de main, il attaque les nouveaux venus pour les chasser de son territoire. Le père Jonhson est abattu par des hommes de McKendrick, qui repartent sans avoir trouvé Mal. De son côté, Emmet découvre que les inconnus qui ont tenté de le tuer dans la cabane étaient des hommes de McKendrick. Il s'agit donc d'une vengeance. En effet, Emmet sort d'une peine de 5 ans de prison pour avoir tué le vieux Murdo McKendrick — père d'Ethan — qui s'apprêtait à tirer sur son frère Jake.
Se sentant en danger, Ethan McKendrick décide de s'occuper des deux frères. Il demande au shérif Cobb, qu'il a corrompu depuis longtemps, de s'occuper d'Emmet, pendant que ses propres hommes se chargent de Jake. Sachant que Paden est ami avec les deux frères, Cobb remet une forte somme d'argent à Paden comme paie, en demandant à ce qu'il ne se mette pas entre lui et Emmet. Paden accepte.
Emmet est attaqué et grièvement blessé, il est sauvé par l'arrivée de Mal qui met les attaquants en déroute. Mal met Emmet à l'abri, et part avertir Jake du danger. Mais Jake est introuvable, et Mal se fait arrêter avant d'avoir pu le rencontrer ; il est incarcéré dans la cellule du shérif. Jake rentre finalement chez sa sœur, où les hommes de McKendrick l'attendent. Jake et son neveu se font prendre, sa sœur et son beau-frère sont grièvement blessés dans la fusillade. Leur maison est incendiée.
Voyant la tournure des évènements, Paden abandonne sa neutralité. Le lendemain, Emmet, Mal et Paden attaquent le ranch de McKendrick. Ils sont rejoints par Jake qui a réussi à s'échapper. Ils délivrent leur neveu. McKendrick fuit vers Silverado, cherchant les renforts du shérif Cobb. Les quatre hommes reviennent à leur tour à Silverado. Emmet tue McKendrick, Paden tue Cobb dans un duel.
Finalement, les quatre hommes se séparent : Mal part de son côté, les deux frères reprennent la direction de la Californie, et Paden devenu le nouveau shérif reste dans la ville.

## Fiche technique
- Titre original et français : Silverado
- Réalisation : Lawrence Kasdan
- Scénario : Lawrence Kasdan et Mark Kasdan
- Photographie : John Bailey
- Décors : Ida Random (en)
- Montage : Carol Littleton
- Musique : Bruce Broughton
- Costumes : Kristi Zea
- Production : Lawrence Kasdan
- Producteurs délégués : Charles Okun et Michael Grillo
- Producteurs associés : Mark Kasdan
- Sociétés de production : Columbia Pictures et Delphi III Productions
- Distribution : Columbia Pictures
- Genre : western
- Durée : 149 minutes
- Dates de sortie[2] :
  - États-Unis : 10 juillet 1985
  - France : 11 décembre 1985

## Distribution
- Kevin Kline (VF : Hervé Bellon) : Paden
- Scott Glenn (VF : Alain Dorval) : Emmett Hollis
- Rosanna Arquette (VF : Micky Sébastian) : Hannah
- John Cleese (VF : Jean-Claude Montalban) : le shérif John T. Langston
- Kevin Costner (VF : Dominique Collignon-Maurin) : Jack Hollis
- Brian Dennehy (VF : Marc de Georgi) : le shérif Cobb
- Jeff Goldblum (VF : Richard Darbois) : Calvin « Slick » Stanhope
- Linda Hunt : Stella
- Danny Glover (VF : Tola Koukoui) : Malachi « Mal » Johnson
- Ray Baker (VF : Jacques Frantz) : Ethan McKendrick
- Joe Seneca (VF : Robert Liensol) : Ezra Johnson
- Lynn Whitfield (VF : Maïk Darah) : Rae Johnson
- Jeff Fahey (VF : Vincent Violette) : shérif adjoint Tyree
- Pepe Serna : Scruffy
- Patricia Gaul : Kate Hollis
- Amanda Wyss : Phoebe
- Earl Hindman (VF : Pierre Hatet) : J. T. Hollis
- James Gammon (VF : Jacques Dynam) : Dawson
- Tom Brown : Augustus « Augie » Hollis
- Brion James (VF : Serge Lhorca) : Hobart (non crédité)
- Ted White (VF : Jean-Pierre Moulin) : Hoyt
- Richard Jenkins (VF : Pascal Renwick) : Kelly
- Jon Kasdan : un garçon à l'Outpost
- Jake Kasdan : un garçon d'écurie
- Meg Kasdan : une serveuse

## Production

### Développement
Lawrence Kasdan coécrit le film avec son frère, Mark Kasdan (en)

### Attribution des rôles
Silverado réunit dans sa distribution des acteurs jusque-là peu connus qui feront de grandes carrières par la suite : Kevin Costner, Kevin Kline, Jeff Goldblum et Danny Glover.  Lawrence Kasdan avait déjà dirigé Kevin Kline, Jeff Goldblum et Kevin Costner dans son précédent long métrage, Les Copains d'abord (1983). La plupart des scènes avec Kevin Costner avaient été coupées au montage et Lawrence lui a offert ce rôle en partie comme « compensation ».
Ce film marque les débuts au cinéma des acteurs Jeff Fahey et Richard Jenkins.
Lawrence Kasdan offre ici des petits rôles à des membres de sa famille : sa femme Meg et ses fils Jonathan et Jacob.

### Tournage
Le film est tourné dans plusieurs villes du Nouveau-Mexique, dont Abiquiu, Galisteo, Santa Fe (le ranch de cinéma Eaves Movie Ranch), Los Alamos, Nambé, Santa Ana Pueblo, ainsi qu'à Tent Rocks et White Rock.
Le décor principal sera ensuite réutilisé dans plusieurs films comme Young Guns (1988), Wyatt Earp (1994), Dernier recours (1996), De si jolis chevaux (2000), Wild Wild West (1999) et la mini-série Lonesome Dove (1989).

### Bande originale
La bande originale est composée par Bruce Broughton. Une première édition est publiée par Geffen Records en 1985. 20 ans plus tard, Intrada Records commercialise une version complète en double CD.
| Disque 1 | Disque 1                               | Disque 1 | Disque 1 | Disque 1 | Disque 1 | Disque 1 | Disque 1 | Disque 1 | Disque 1 |
| No       | Titre                                  | Durée    |          |          |          |          |          |          |          |
| -------- | -------------------------------------- | -------- | -------- | -------- | -------- | -------- | -------- | -------- | -------- |
| 1.       | Main Title                             | 4:50     |          |          |          |          |          |          |          |
| 2.       | Paden's Horse                          | 1:37     |          |          |          |          |          |          |          |
| 3.       | Tyree and Turley                       | 3:42     |          |          |          |          |          |          |          |
| 4.       | That Ain't Right                       | 1:17     |          |          |          |          |          |          |          |
| 5.       | Paden's Hat                            | 3:40     |          |          |          |          |          |          |          |
| 6.       | The Getaway / Riding As One            | 6:10     |          |          |          |          |          |          |          |
| 7.       | Den of Thieves                         | 1:49     |          |          |          |          |          |          |          |
| 8.       | The Strong Box Rescue                  | 1:57     |          |          |          |          |          |          |          |
| 9.       | On to Silverado                        | 6:26     |          |          |          |          |          |          |          |
| 10.      | McKendrick's Men                       | 1:27     |          |          |          |          |          |          |          |
| 11.      | Ezra's Death                           | 1:56     |          |          |          |          |          |          |          |
| 12.      | An Understanding Boss                  | 1:51     |          |          |          |          |          |          |          |
| 13.      | Party Crashers                         | 1:41     |          |          |          |          |          |          |          |
| 14.      | Tyree and Paden                        | 0:56     |          |          |          |          |          |          |          |
| 15.      | McKendrick's Brand                     | 0:53     |          |          |          |          |          |          |          |
| 16.      | You're Empty, Mister / Emmett's Rescue | 3:46     |          |          |          |          |          |          |          |
| 17.      | Behind the Church                      | 1:19     |          |          |          |          |          |          |          |
| 18.      | Augie Is Taken                         | 2:39     |          |          |          |          |          |          |          |
| 47:56    |                                        |          |          |          |          |          |          |          |          |

| Disque 2 | Disque 2                                                       | Disque 2 | Disque 2 | Disque 2 | Disque 2 | Disque 2 | Disque 2 | Disque 2 | Disque 2 |
| No       | Titre                                                          | Durée    |          |          |          |          |          |          |          |
| -------- | -------------------------------------------------------------- | -------- | -------- | -------- | -------- | -------- | -------- | -------- | -------- |
| 1.       | Worried About the Dog                                          | 2:12     |          |          |          |          |          |          |          |
| 2.       | Prelude to a Battle                                            | 4:53     |          |          |          |          |          |          |          |
| 3.       | McKendrick Waits / The Stampede / Finishing at McKendrick's    | 8:26     |          |          |          |          |          |          |          |
| 4.       | Hide and Watch / Jake Gets Tyree / Then Slick, Then McKendrick | 9:33     |          |          |          |          |          |          |          |
| 5.       | Goodbye, Cobb                                                  | 2:09     |          |          |          |          |          |          |          |
| 6.       | We'll Be Back (générique de fin)                               | 4:28     |          |          |          |          |          |          |          |
| 7.       | The Bradley Place                                              | 1:51     |          |          |          |          |          |          |          |
| 8.       | Jake Gets Tyree (version originale)                            | 2:19     |          |          |          |          |          |          |          |
| 9.       | The Silverado Waltz                                            | 2:06     |          |          |          |          |          |          |          |
| 37:57    |                                                                |          |          |          |          |          |          |          |          |

## Accueil
Le film reçoit des critiques globalement positives de la presse américaine. Sur l'agrégateur américain Rotten Tomatoes, il récolte 76% d'opinions favorables pour 33 critiques et une note moyenne de 6,73⁄10. Sur Metacritic, il obtient une note moyenne de 64⁄100 pour 14 critiques.
Pour un budget estimé entre 23 et 26 millions de dollars, le film n'en rapporte que 32 192 570 aux États-Unis. Cela annulera le projet d'une suite, qui avait été évoqué. En France, le film connait un succès avec 1 360 712 entrées.

## Citation
« Le monde est ce qu'on en fait, mon ami, s'il ne convient pas, il faut savoir le retailler. »

— Stella

## Postérité
La ville de Silverado inspire une partie du jeu vidéo Outlaws (1997).